# Жан I де Шатильон-сюр-Марн
Жан I де Шатильон (фр. Jean I de Châtillon; ок. 1290—1363) — сеньор де Шатильон, де Ганделю, де Круасси, де Мариньи, де Ла-Ферте-ан-Понтьё, верховный распорядитель королевского двора Франции, участник Столетней войны.

## Биография
Второй сын Гоше V де Шатильона и Изабеллы де Дрё.
При разделе владений получил от отца родовую сеньорию Шатийон-сюр-Марн. На коронации Филиппа VI в 1328 представлял великого повара Франции. В 1340 отличился в походе принца Жана Нормандского в Эно и Фландрию. В 1341 оборонял от англичан Турне. В 1350 назначен верховным распорядителем королевского двора. В 1356 участвовал в битве при Пуатье.

## Семья
1-я жена (1276/1281): Элеонора де Руа, дама де Ла-Ферте-ан-Понтьё (ум. до 1333), дочь Матье II де Руа, сеньора де Ла-Ферте-ан-Понтьё, и Маргариты де Пикиньи
Дети:
- Гоше VI де Шатильон (ум. 1377), сеньор де Шатийон, де Труаси и де Ла-Ферте-ан-Понтьё. Жена 1) Жанна де Гин, дочь Жана де Гина, виконта Мо, и Жанны Ле Бутейе де Санслис; 2) (после 1344): Алеманда Флоте де Ревель (ум. 1371), дочь Гильома Флоте де Ревеля, канцлера Франции, и Жанны д’Амбуаз
- Жан II де Шатильон (ум. после 1377), сеньор де Ганделю, де Дюри и де Брюме. Жена: Изабелла де Сен-Дизье, дама де Монтемуа (ум. 1371), дочь Жана II, сеньора де Сен-Дизье, и Алисы де Нель д’Офремон
- Гоше де Шатильон (ум. до 1380), сеньор де Ду. Жена 1): N де Паси, дочь Филиппа де Паси; 2): Жанна де Бюси (ум. после 1391), дочь Симона де Бюси. От него происходят сеньоры де Ду
- Жанна де Шатильон (ум. после 1385). Муж: Жиль IV, сеньор де Родемак (ум. после 1381)
- Изабелла де Шатильон (ум. после 1377). Муж: Ги II де Лаваль, сеньор д’Аттиши (ум. после 1398)

2-я жена (1336): Изабелла де Монморанси (ум. после 1341), дочь Жана I де Монморанси и Жанны де Кальто
Дети:
- Шарль де Шатильон (ум. 1401), сеньор де Суэн и де Жоншери. Жена 1): Жанна де Куси, дочь Ангеррана VI де Куси и Екатерины Австрийской; 2) (до 1387): Изабелла д’Арсель (ум. 1397), вдова Иоганна III фон Саарбрюккена, сеньора де Комерси
- Жан де Шатильон, сеньор де Боннёй. Жена: Изабелла де Три (ум. после 1386), дочь Рено де Три, сеньора де Френа
- Гуго де Шатильон (ум. после 1386), сеньор де Жермен. Жена: Мария де Пресси
- Изабелла де Шатильон (ум. 1414). Мужья: 1) Оже V д’Англюр (ум. 1383), сеньор д’Этож; 2) (1385) Симон V фон Саарбрюккен, сеньор де Комерси и де Фер-Шампенуаз (ум. 1396)

3-я жена (после 1341): Жанна де Сансер (ум. ок. 1354), дочь Жана II, графа де Сансер, и Луизы де Бомье, вдова Жана III, графа де Даммартен
Дочь:
- Жаклин де Шатильон (ум. 1390), дама де Крамуази. Муж (1383): Пьер II д’Омон (ум. 1413), сеньор д’Омон и де Крамуази